# II. János Pál pápa enciklikái
Ez a lap II. János Pál pápa enciklikáit sorolja fel.
| No. | Címe                     | Címe                            | Tartalma | Aláírás dátuma       |
| No. | latin                    | magyar fordítás                 | Tartalma | Aláírás dátuma       |
| --- | ------------------------ | ------------------------------- | --- | -------------------- |
| 1.  | Redemptor hominis        | „Az ember megváltója”           | Jézus megváltásáról; az emberi személy fontosságáról; a pápa kormányzási terveiről                                            | 1979. március 4.     |
| 2.  | Dives in misericordia    | „Irgalomban gazdag”             | Isten irgalmáról, melyet az Egyháznak és a világnak adott                                                                     | 1980. november 30.   |
| 3.  | Laborem exercens         | „Munkát végezve”                | XIII. Leó pápa Rerum novarum c. enciklikájának 90. évfordulójára; a munka és tőke konfliktusáról és a munkások jogairól       | 1981. szeptember 14. |
| 4.  | Slavorum apostoli        | „A szlávok apostolai”           | Szent Cirill és Metód emlékére                                                                                                | 1985. június 2.      |
| 5.  | Dominum et Vivificantem  | „Urunk és Éltetőnk”             | A Szentlélekről az Egyház és a világ életében                                                                                 | 1986. május 18.      |
| 6.  | Redemptoris Mater        | „Az Üdvözítő Édesanyja”         | A boldogságos Szűz Máriáról a zarándok egyház életében                                                                        | 1987. március 25.    |
| 7.  | Sollicitudo rei socialis | „Társadalmi elkötelezettség”    | VI. Pál pápa Populorum progressio c. enciklikájának 20. évfordulójára; az Egyház szociális elkötelezettségéről és tanításáról | 1987. december 30.   |
| 8.  | Redemptoris missio       | „Az Üdvözítő missziója”         | A minden időre érvényes missziós megbizatásról                                                                                | 1990. december 7.    |
| 9.  | Centesimus annus         | "A századik év"                 | A Rerum novarum enciklika 100. évfordulójára; a tőkéről és a munkáról; az Egyház szociális tanításáról                        | 1991. május 1.       |
| 10. | Veritatis splendor       | „Az igazság ragyogó fényessége” | Az Egyház erkölcstanának néhány alapvető kérdéséről                                                                           | 1993. augusztus 6.   |
| 11. | Evangelium vitae         | „Az élet Evangéliuma”           | Az emberi élet sérthetetlenségéről                                                                                            | 1995. március 25.    |
| 12. | Ut unum sint             | „Hogy egyek legyenek!”          | Az ökumenikus törekvésről | 1995. május 25.      |
| 13. | Fides et ratio           | „A hit és az ész”               | A hit és az ész kapcsolatának természetéről                                                                                   | 1998. szeptember 14. |
| 14. | Ecclesia de Eucharistia  | „Az Egyház az Eucharisztiából”  | Az Eucharisztia és az Egyház kapcsolatáról                                                                                    | 2003. április 17.    |

### Külső hivatkozások
- Pápai megnyilatkozások (katolikus.hu)
- II. János Pál pápa enciklikái (Vatikán) (angol)